# Molvízar
Molvízar és un municipi de la província de Granada. Està situat a 12 km de Motril i a 70 km de Granada. Les localitats més properes són Ítrabo (a 5 km), i Lobres (pedanía del municipi de Salobreña) (a 5 km).
La seva població estimada és d'uns 3200 habitants, encara que va haver-hi una forta emigració vers Madrid i Barcelona.
És una població que té més guàrdies civils per m² d'Espanya
La seva economia està basada en l'agricultura. Cap als anys 60 aquesta era bàsicament de secà, però a partir de la creació de la presa de Rules i de la "cota 200" aquesta va passar a ser de regadiu. Per poder produir tot l'any, i seguint el tipus d'agricultura del Llano de Dalías, es va començar a fer camps d'hivernacles que donen feina a quasi tota la població